# Bergstraße járás
Bergstraße járás egy járás Hessen tartományban. 

## Városok és községek
| Városok 1. Bensheim 2. Bürstadt 3. Heppenheim 4. Hirschhorn 5. Lampertheim 6. Lindenfels 7. Lorsch 8. Neckarsteinach 9. Viernheim 10. Zwingenberg Községek 1. Abtsteinach 2. Biblis 3. Birkenau 4. Einhausen 5. Fürth 6. Gorxheimertal 7. Grasellenbach 8. Groß-Rohrheim 9. Lautertal 10. Mörlenbach 11. Rimbach 12. Wald-Michelbach Önkormányzat nélküli terület 1. Michelbuch (4,88 km²) |

## Képek

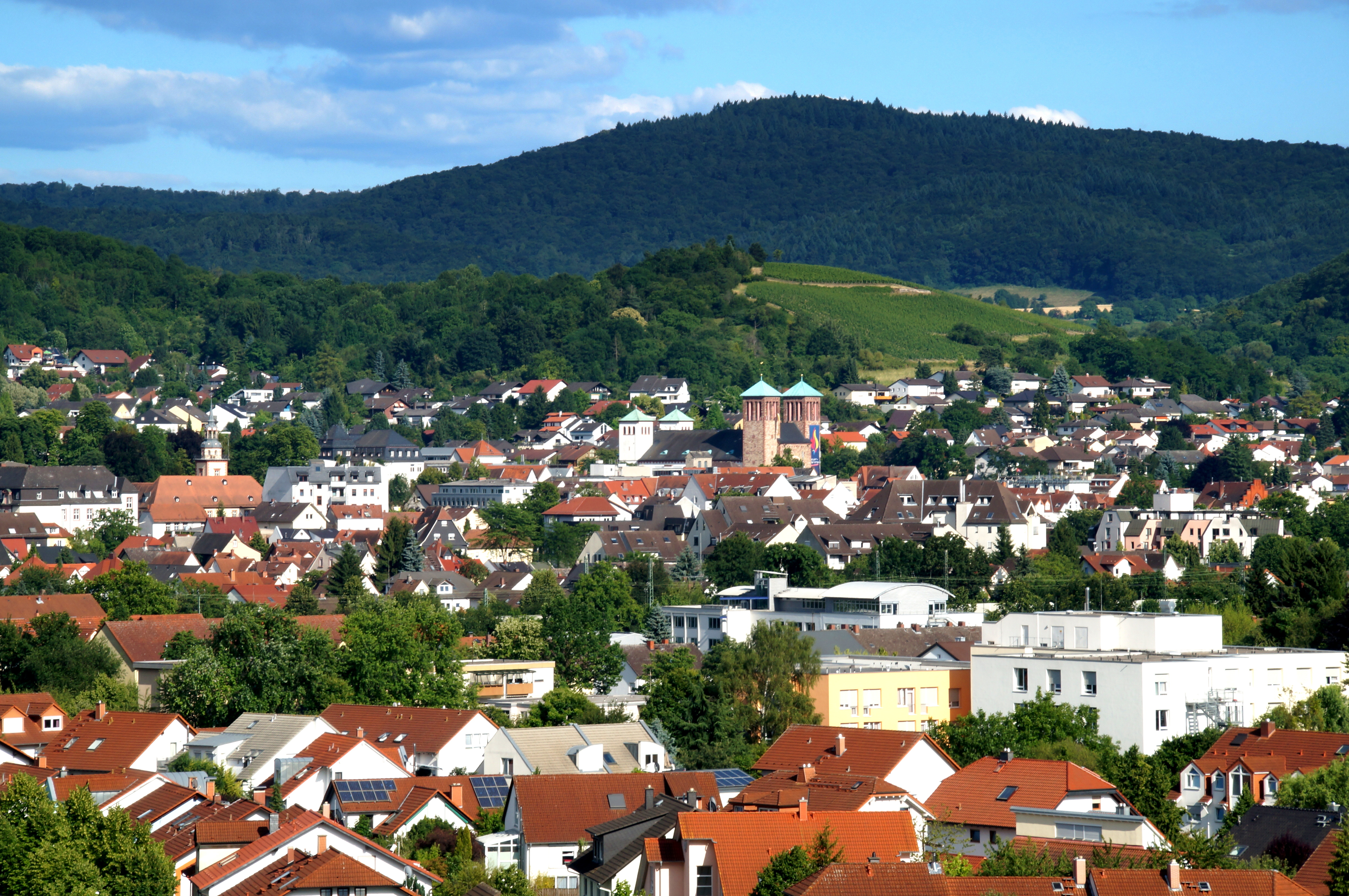
Bensheim
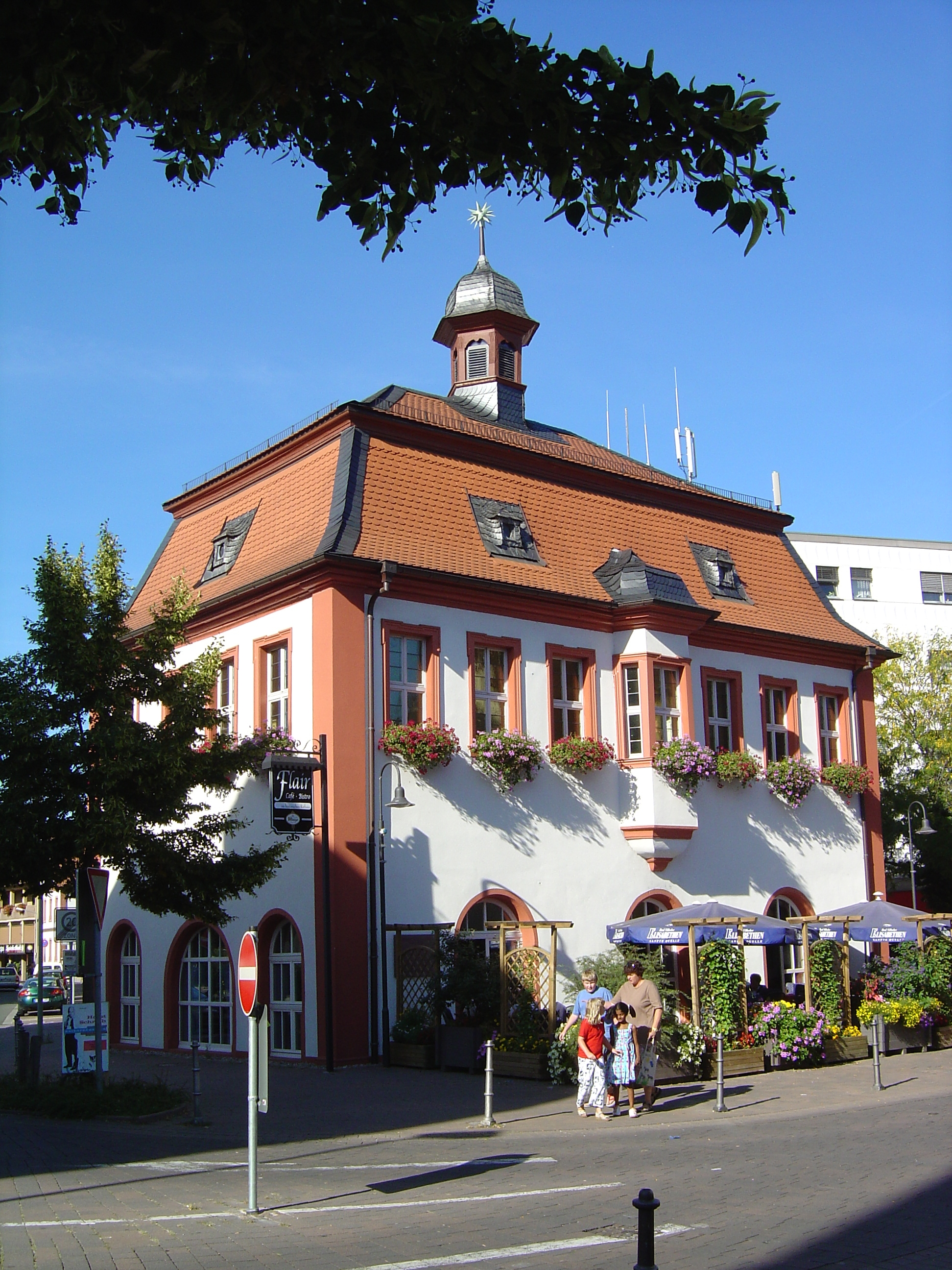
Bürstadt
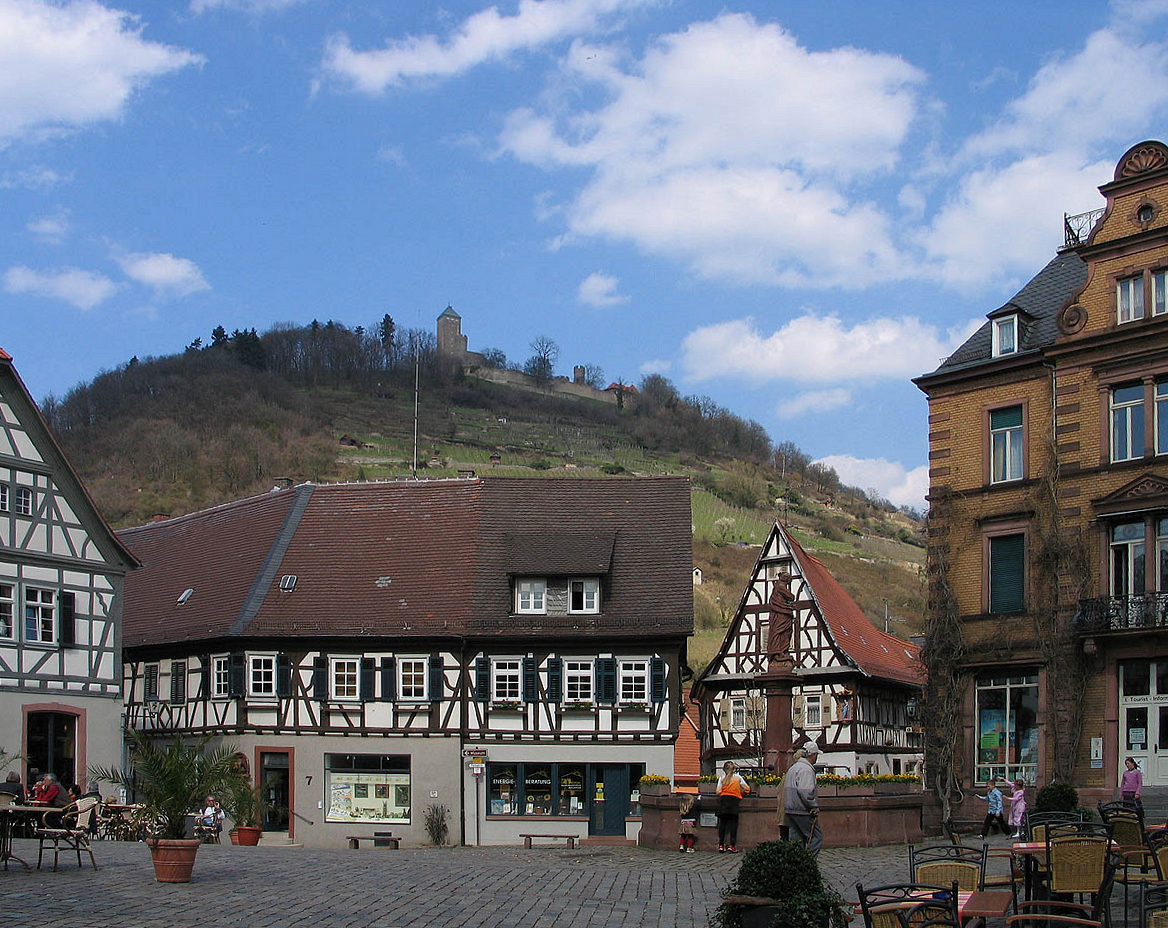
Heppenheim
Hirschhorn
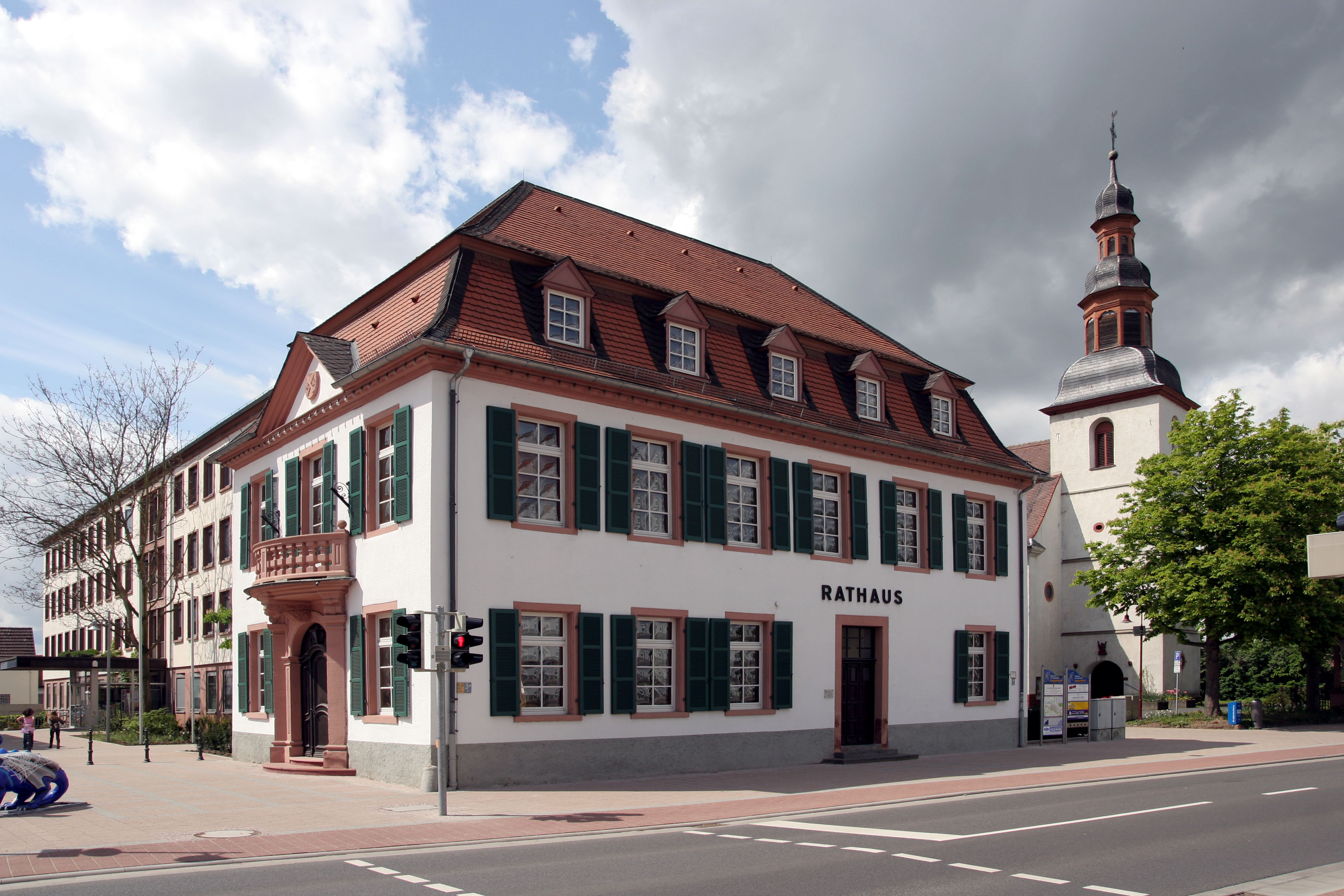
Lampertheim
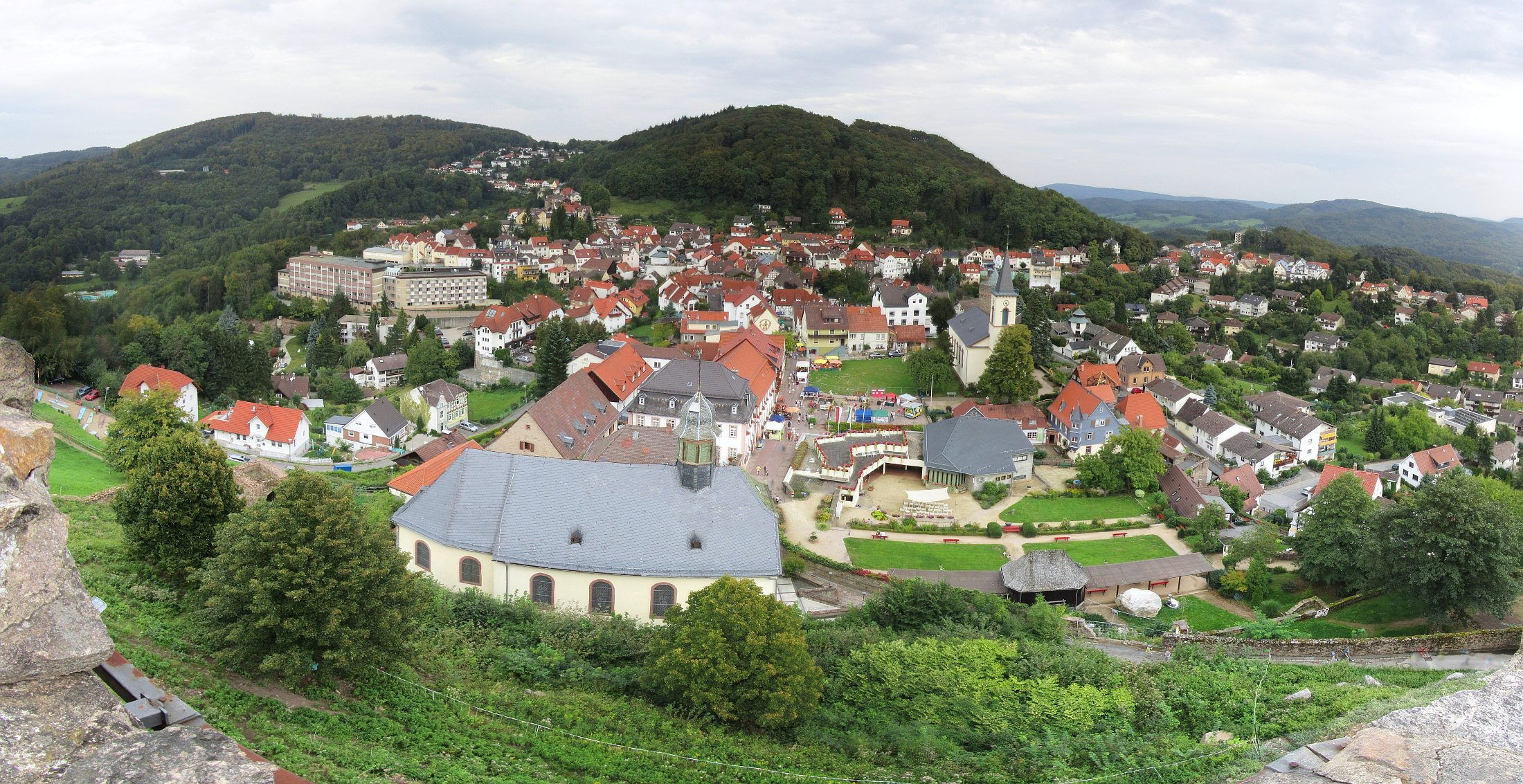
Lindenfels
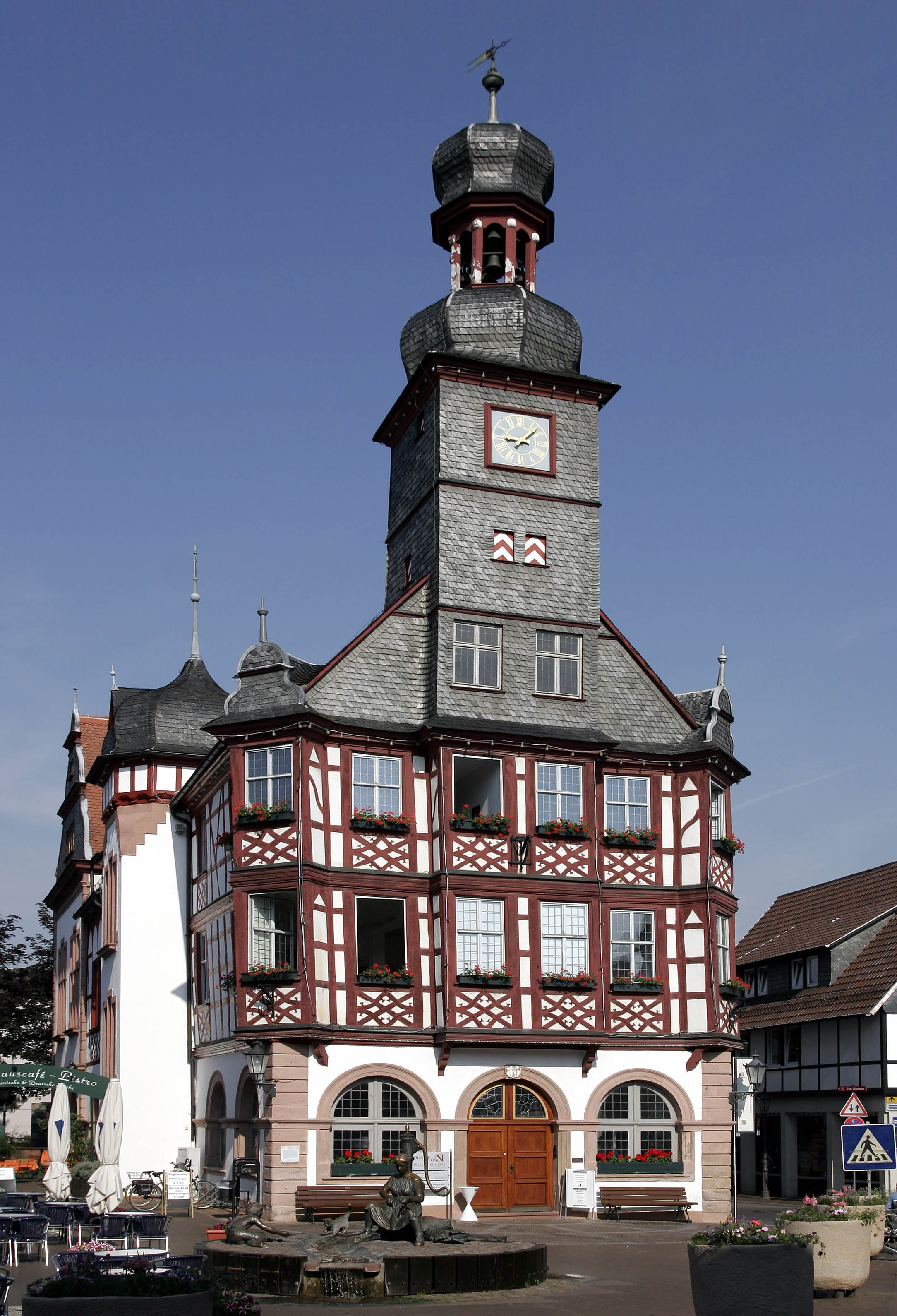
Lorsch
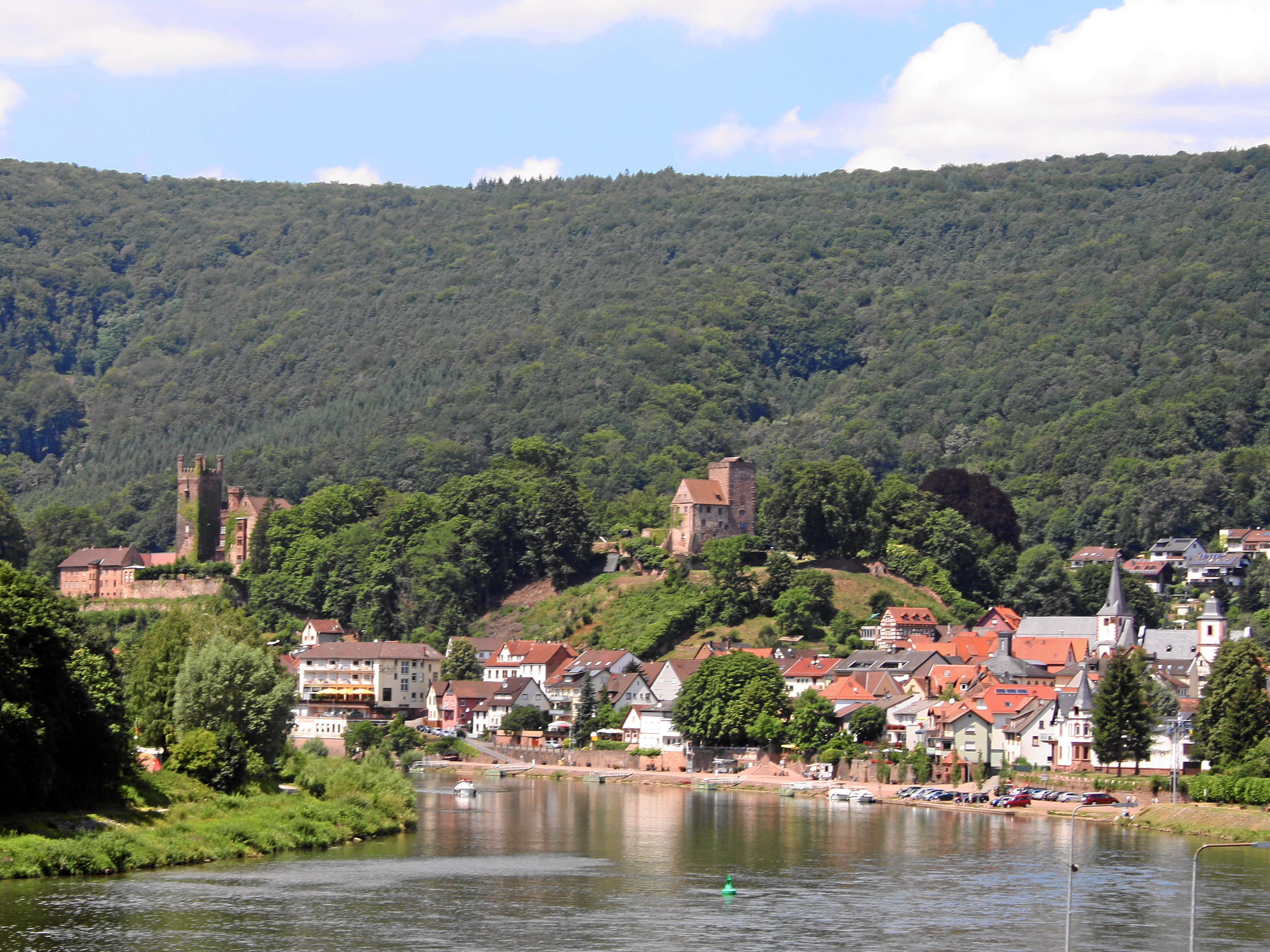
Neckarsteinach
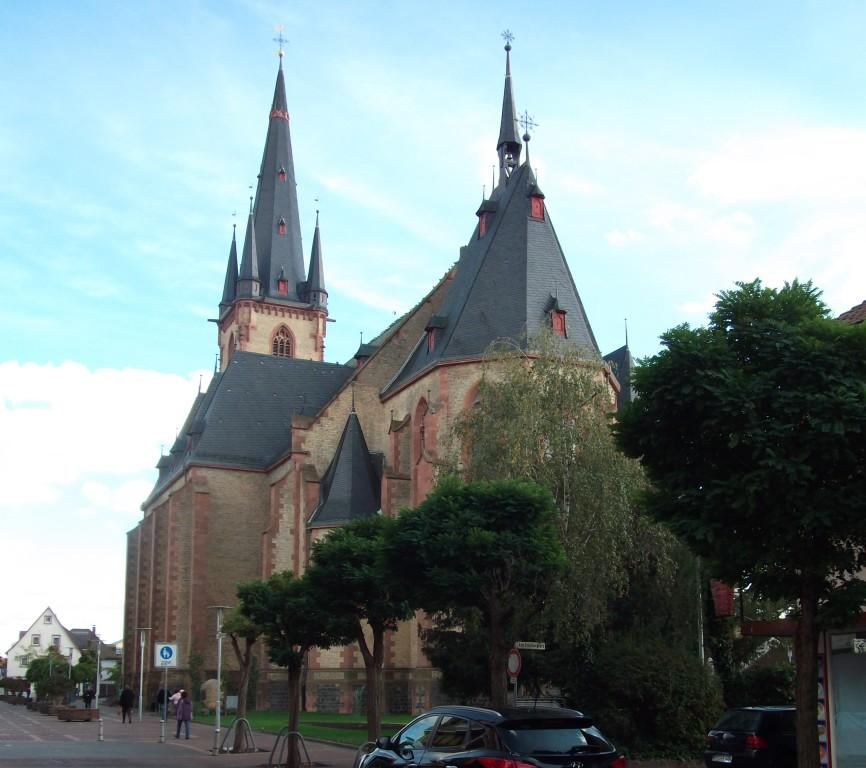
Viernheim
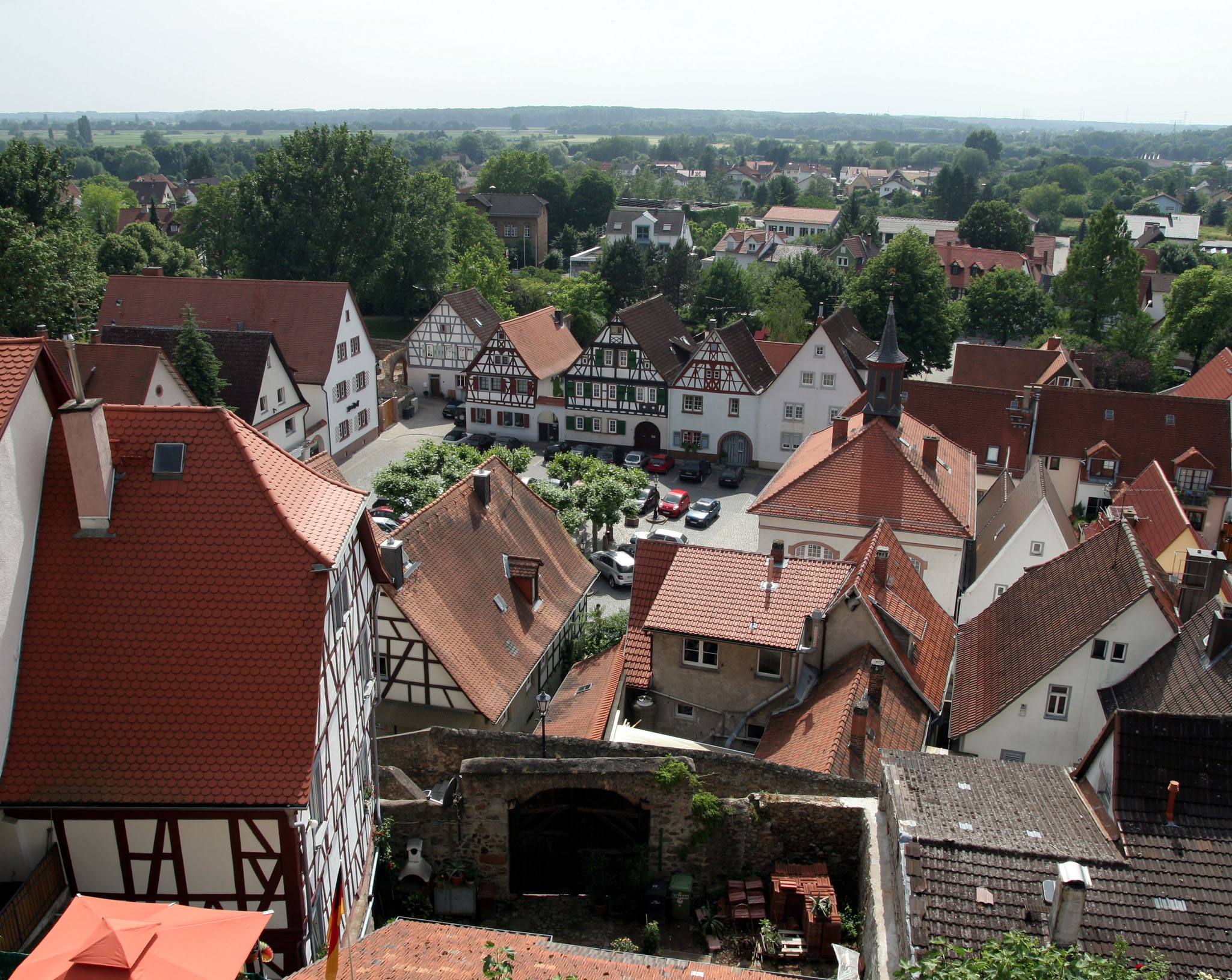
Zwingenberg
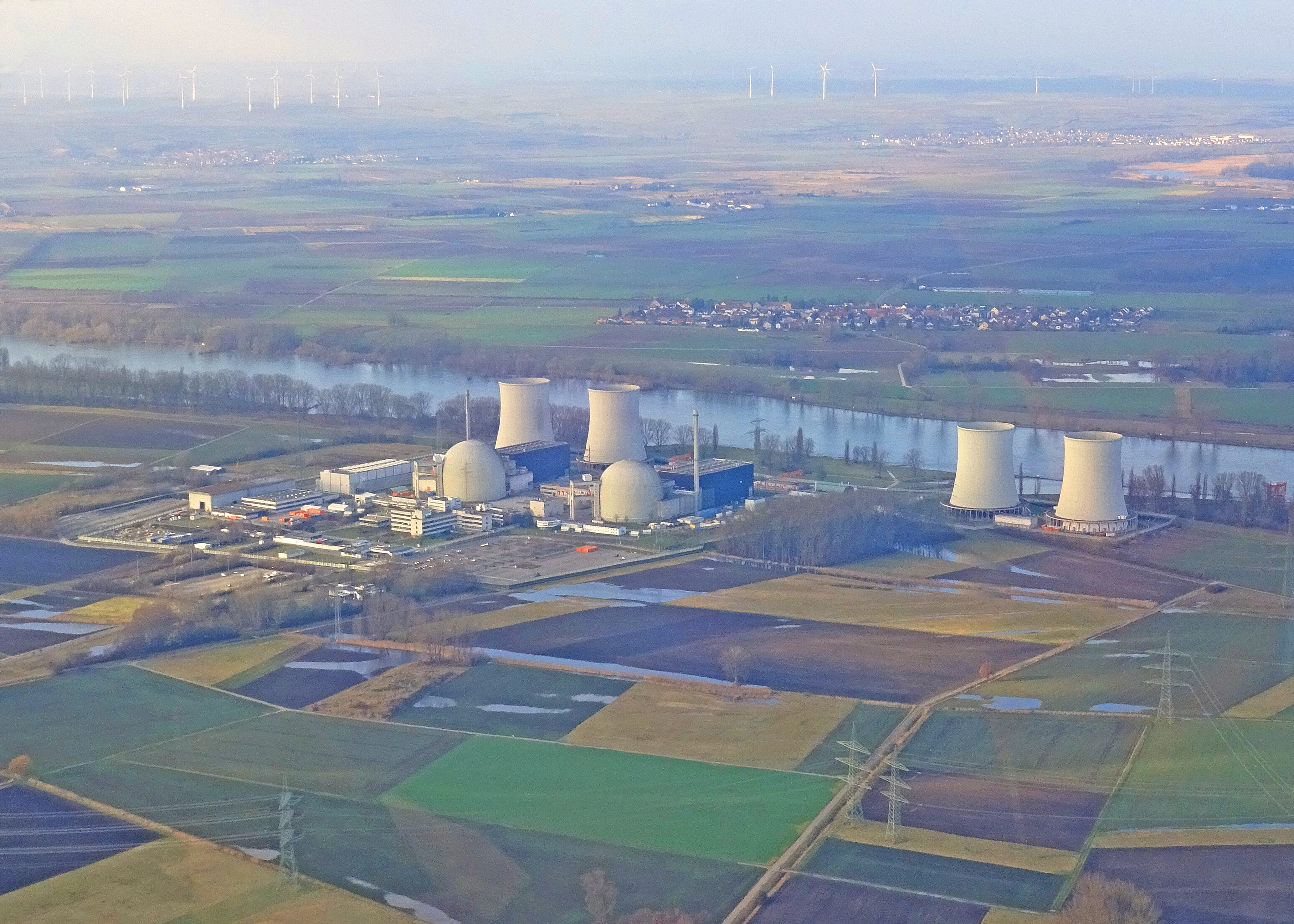
Biblis: az atmerőmű

## Fordítás
- Ez a szócikk részben vagy egészben  a   Landkreis Bergstraße című német Wikipédia-szócikk fordításán alapul.  Az eredeti cikk szerkesztőit annak laptörténete sorolja fel. Ez a jelzés csupán a megfogalmazás eredetét és a szerzői jogokat jelzi, nem szolgál a cikkben szereplő információk forrásmegjelöléseként.